# 大道河镇
大道河镇，是中华人民共和国陕西省安康市岚皋县下辖的一个乡镇级行政单位。

## 行政区划
大道河镇下辖以下地区：
大道河街道社区、月池台村、向阳村、东坪村、茶农村、淳风村、白果坪村和魏湾村。